# Le Pin-Murelet
Le Pin-Murelet è un comune francese di 192 abitanti situato nel dipartimento dell'Alta Garonna nella regione dell'Occitania.

## Società

### Evoluzione demografica
Abitanti censiti